# Đại học Paris-Descartes
Đại học Paris-Descartes (tiếng Pháp: Université Paris-Descartes) là một trường đại học nghiên cứu công lập ở Paris hoạt động từ năm 1971 đến năm 2019. Năm 2020, Đại học Paris-Descartes hợp nhất với Đại học Denis Diderot thành Đại học Thành phố Paris.

## Giáo viên nổi tiếng
- Bùi Trọng Liễu